# 武雄市立朝日小学校
武雄市立朝日小学校（たけおしりつ あさひしょうがっこう）は、佐賀県武雄市朝日町大字甘久にある市立の小学校。

## 概要
歴史
1875年（明治8年）創立。数回の改組・改称を経て、現校名になったのは1954年（昭和29年）。2025年（令和7年）に創立150周年を迎える。
校訓
「元気で勉強 みんな仲よし」
校章
中央に校名の頭文字である「朝」を配している。
校歌
歌詞は4番まであり、1番の歌詞中に校名の「朝日校」が登場する。
校区
「武雄市朝日町全域」。中学校区は武雄市立武雄中学校。

## 沿革
- 1875年（明治8年）10月 - 瓦葺き2階屋二間半に十間の校舎を新築し、「高橋小学校」が創立。初代校長は徳永晋太郎。
- 1886年（明治19年）2月 - 校舎を増築。
- 1897年（明治30年）
  - 4月 - 「朝日尋常小学校」に改称。
  - 6月 - 中野尋常小学校を統合の上、中野分教場とする。
- 1901年（昭和34年）3月 - 校舎を増築。
- 1908年（明治41年）
  - 4月1日 - 高等科を併置の上、「朝日尋常高等小学校」に改称。改正小学校令により、尋常科の修業年限（義務教育年限）を4年から6年に延長し、高等科の修業年限を2年とする。
  - 5月 - 校舎を増築。
- 1915年（大正4年）1月 - 校舎を増築。
- 1918年（大正7年）4月 - 実業補習学校を付設。
- 1919年（大正8年）4月 - 中野分教場を廃止。
- 1926年（大正15年）1月 - 校舎を増築。
- 1930年（昭和5年）10月 - プールが完成。
- 1932年（昭和7年）
  - 2月 - 北側に木造校舎1棟を新築。
  - 10月 - 校門を設置。運動場を拡張。
- 1933年（昭和8年）8月 - 治療室1棟が完成。
- 1937年（昭和12年）- 武道場が完成。
- 1941年（昭和16年）4月1日 - 国民学校令の施行により、「朝日国民学校」に改称。尋常科を初等科に改める。
- 1944年（昭和19年）12月 - 相撲道場が完成。
- 1947年（昭和22年）4月1日 - 学制改革が行われる。
  - 朝日国民学校初等科（6年制）は「朝日村立朝日小学校」に改組される。
  - 朝日国民学校高等科（2～3年制）と青年学校普通科は新制中学校「朝日村立朝日中学校」に改組される。中学校の統合校舎が完成するまでの間、小学校校舎に併設。
- 1949年（昭和24年）4月1日 - 朝日村立朝日中学校が武雄町朝日村橘村組合立武雄中学校に統合されたため、併設を解消。
- 1951年（昭和26年）10月 - 講堂が完成。
- 1954年（昭和29年）4月1日 - 町村合併・市制施行により「武雄市立朝日小学校」（現校名）に改称。
- 1955年（昭和30年）5月 - 木造北校舎1棟を新築。
- 1957年（昭和32年）3月 - 完全給食を開始。
- 1959年（昭和34年）5月 - 運動場を整備。
- 1965年（昭和40年）8月 - プールが完成。
- 1970年（昭和45年）7月 - 鉄筋コンクリート造3階建ての新校舎が完成。
- 1975年（昭和50年） - 創立100周年記念式典を挙行。

## 交通
最寄りの鉄道駅
- JR九州 佐世保線「高橋駅」

最寄りのバス停留所
- 昭和バス・祐徳バス「高橋駅前」停留所

最寄りの幹線道路
- 佐賀県道331号北方朝日線 「朝日小学校前」交差点
- 長崎自動車道 「武雄北方IC」

## 周辺
- あさひこども園
- 武雄警察署朝日警察官駐在所
- 高峰寺
- 上滝八幡神社
- 朝日ダム
- 朝日公民館

## 参考資料
- 「武雄市史 中巻」（武雄市史編纂委員会, 1973年（昭和48年）1月30日）p.603～